# 김홍도 필 과로도기도
김홍도 필 과로도기도(金弘道 筆 果老倒騎圖)는 대한민국 서울특별시 성북구 간송미술관에 있는, 조선시대 나귀를 거꾸로 타고 가면서 책을 읽는 당나라 때의 신선(神仙) 장과로(張果老)를 그린 도석화(道釋畵)이다. 2018년 2월 22일 대한민국의 보물 제1972호로 지정되었다.

## 개요
'김홍도 필 과로도기도'는 나귀를 거꾸로 타고 가면서 책을 읽는 당나라 때의 신선(神仙) 장과로(張果老)를 그린 도석화(道釋畵)이다. 장과로는 팔선(八仙) 중 한사람으로, 백발의 용모를 지녔고 흰색 당나귀를 타고 다녔으며 박쥐를 대동하고 다닌다는 『신선전(神仙傳)』의 내용을 충실하게 형상화하였다.
김홍도는 이 작품에서 다양한 필선과 색채를 적절히 구사하면서 불로장생을 누리는 신선의 모습을 실감나게 표현하였다. 조선 후기에 활약하며 높은 평가를 받았던 김홍도가 도교 신선이라는 주제를 자기만의 독특한 방식으로 구현한 한국 도석화의 대표작이자 18세기 조선 예술계의 영수(嶺袖)였던 강세황(姜世晃)이 이 그림을 칭찬한 품평이 곁들여 있어 회화사적 가치가 매우 높다. 이러한 사유로 보물로 지정하여 보호할 가치가 있다.

## 참고 자료
- 김홍도 필 과로도기도 - 국가유산청 국가유산포털